# (33461) 1999 FP31
1999 FP31 (asteroide 33461) é um asteroide da cintura principal. Possui uma excentricidade de 0.20572550 e uma inclinação de 2.61952º.
Este asteroide foi descoberto no dia 19 de março de 1999 por LINEAR em Socorro.